# Nagykapornak
Nagykapornak község Zala vármegyében, a Zalaegerszegi járásban.

## Fekvése
A Zalai-dombság középső részén helyezkedik el, az észak–déli irányban húzódó Principális-völgy keleti felén, a megyeszékhely Zalaegerszegtől keletre.
A közvetlenül határos települések: észak felől Orbányosfa, észak-északkelet felől Padár, északkelet felől Almásháza, kelet felől Tilajújhegy (Tilaj része), kelet-délkelet felől Tilaj, délkelet felől Szentpéterúr, dél-délkelet felől Nemesrádó, dél felől Misefa, délnyugat felől Nemessándorháza, nyugat felől Kisbucsa, északnyugat felől pedig Nemesapáti. Csak kevés híja van, hogy nem határos nyugat-északnyugat felől még Alsónemesapátival is.

### Megközelítése
Kelet–nyugati irányban a Balaton és a megyeszékhely térsége között húzódó 76-os főút halad át a területén; mindkét irányból ez a legfontosabb közúti megközelítési útvonala. Lakott területének nyugati részén keresztezi a főutat a rá merőleges, jóval kisebb forgalmú 7362-es út, mely  Zalaszentmihálytól Misefa érintésével Pókaszepetkig vezet.
A település sűrűn elérhető autóbusszal Zalaegerszeg és Keszthely felől, de összekötik járatok Budapesttel és egyes dunántúli nagyvárosokkal is.
Vasútvonal nem érinti; bár a Szombathely–Nagykanizsa-vasútvonalnak egészen a közelmúltig volt a település nevét viselő állomása, Nagykapornak vasútállomás valójában Alsónemesapáti déli külterületei közt található, Kisbucsához aránylag közel, Nagykapornak központjától viszont légvonalban is körülbelül 5, közúton pedig nagyjából 6,5 kilométerre nyugatra. 2020 decembere óta vonalon haladó járatok nem állnak itt meg, azóta a korábbi állomást forgalmi kitérőként használják.

## Története
Nagykapornak a 11. században települhetett be a Kádár nemzetséggel. Az 1210-es években bencés apátság épült itt. A temploma óriásinak számított, és mivel egyike volt a két Zala vármegyei hiteles helynek (Zalavár mellett), amelyek Nagy Lajos király rendelete után is megmaradtak, nagy jelentőséget kölcsönzött Kapornaknak. A település első említése 1234-ből való „Copurnak” alakban.
A település jelentőségét mutatja, hogy 1335-től kezdve a 16. századig többször volt vármegyegyűlés színhelye. A 15. századtól nemesi törvényszék is működött Kapornakon. Zala vármegyében ekkor hasonló intézmény csak Tapolcán volt.
Kiváltságai ellenére a mezővárosi jogokat csak 1459-ben szerezte meg. Ekkor sókamara is nyílt a városban, és egyben járási székhely vált belőle. I. Mátyás király 1465-ben adományozta a települést az apátságnak.
A törökök elleni védekezésben szerepe fokozatosan nőtt. 1537-től császári csapatok védték. Az apátság eredeti funkciói eddigre már lényegében nem működtek. Az apátok fényűző világi életet éltek, és szerzetesi fogadalmat se tettek. A törökök előtti utolsó apátot, Mezőlaky Ferencet, aki egyben a zalavári apát címét is birtokolta, 1566-ban iktatták be Kapornakon. 1567-ben azonban a török elpusztította az apátságot, ám annak vagyonát és értékes könyvtárát sikerült átmenteni Zalavárra. Az apát 1568-as halála után bizalmasai végrendeletét meghamisították, maguknak követelve az értékes vagyont. A kárvallott királyi kamara azonban csapatokat indított utánuk, és hosszú harcok után visszaszerezték a kincseket és a várost. 1570-ben az apátságot végvárrá alakították át, és az ezt követő időkben a város lakossága gyorsan fogyott. A város jelentőségét lassan Zalaegerszeg vette át.
A vár jelentősége közben fokozódott, 1600-ban sikerrel verték vissza a Kanizsa felől érkező törököket. Majd 1601-ben tovább erősítették a várat. A törökök 1664-ben elfoglalták, és fel is gyújtották a megmaradt települést. A vasvári békét követően azonban ismét magyar kézen volt. Az apátság is újraszerveződött a zalavári apátság felügyelete alatt, és fokozatosan növelte befolyását a várban.
A 18. században indult meg a település újratelepülése. Temploma 1735-től működött, és a 16. században nyílt iskolában is újraindult a tanítás. 1736 és 1779 között barokk stílusban újjáépítették az apátsági templomot is, így régi formájából sokat vesztett. 1751-ben önállósult a kapornaki apátság Zalavártól. A Rákóczi-szabadságharc után a birtokos Kazó család elismerve a jobbágyok költözési jogát nagyban hozzájárult a település növekedéséhez. 1858-ban a jezsuiták is a településre költöztek, és mintagazdaságot kialakítva gazdagították a várost. 1876-ban azonban a közigazgatási reform keretében Nagykapornak mind mezővárosi címét, mind járási székhely jellegét elvesztette, és a Pacsai járás községe lett. Mindazonáltal megmaradt jelentőségét mutatja, hogy külön egy fiú- és egy lányiskola működött a városban, évi ötször tartottak országos vásárt, és 1885-ben a kegyesnővérek is lakhelyüknek választották.
Az első világháború súlyos veszteségekkel járt a lakosságot tekintve. A behívott katonák mintegy harmada maradt a harctereken, továbbá sokan váltak rokkanttá. Bár a vasút már 1865 óta megközelítette a települést, igazán csak a zalaegerszegi műút 1920-as években történt megépítése és az azon megszerveződő autóbusz-közlekedés kapcsolta be a közlekedésbe a települést.
A második világháború ismét jelentős számú áldozatot követelt, köztük sok zsidó családdal.
1950-ben az ÁVH kegyetlenül felszámolta az itteni szerzetesrendeket. Bár a nagy kiterjedésű földterületük a lakosság kezébe jutott, a korábbi egyházi iskolák egybevonásával és szekularizálásával közel megbénították a korábban jól működő oktatást. Ennek nyomán korábbi körzeti jelentőségét hamar elvesztette a település.
1971-ben általános iskola, 1978-ban óvoda nyílt a községben, de mindazonáltal az elvándorlás nagyban jellemezte és sokan Zalaegerszegre jártak dolgozni. A rendszerváltást követően azonban sok kapornaki vesztette el az állását, így a falu helyzete komolyan romlott. Az 1990-es évek közepétől az új helyi és zalaegerszegi munkahelyek létrejöttével stabilizálódott a helyzet.

## Közélete

### Polgármesterei
- 1990–1994: Molnár Ferenc (független)[3]
- 1994–1998: Molnár Ferenc (független)[4]
- 1998–2002: Molnár Ferenc (független)[5]
- 2002–2006: Molnár Ferenc (független)[6]
- 2006–2010: Sifter Péter (független)[7]
- 2010–2014: Sifter Péter (független)[8]
- 2014–2019: Sifter Péter (független)[9]
- 2019–2024: Sifter Péter (független)[10]
- 2024– : Molnár Szilárd (független)[1]

## Népesség
A település népességének változása:
| Lakosok száma | 925  | 922  | 921  | 887  | 868  | 909  | 907  |
|               | 2013 | 2014 | 2015 | 2021 | 2022 | 2023 | 2024 |

A 2011-es népszámlálás idején a nemzetiségi megoszlás a következő volt: magyar 96,9%, cigány 1,07%, német 1,07%. A lakosok 63,6%-a római katolikusnak, 1,9% reformátusnak, 1,2% evangélikusnak, 11,1% felekezeten kívülinek vallotta magát (21,5% nem nyilatkozott).
2022-ben a lakosság 92,7%-a vallotta magát magyarnak, 2,5% cigánynak, 0,8% ukránnak, 0,7% németnek, 0,2% szerbnek, 0,1% románnak, 0,1% ruszinnak, 1,3% egyéb, nem hazai nemzetiségűnek (6,8% nem nyilatkozott; a kettős identitások miatt a végösszeg nagyobb lehet 100%-nál). Vallásuk szerint 54,6% volt római katolikus, 3,1% református, 0,6% evangélikus, 0,2% ortodox, 0,1% görög katolikus, 0,8% egyéb keresztény, 1,3% egyéb katolikus, 13,4% felekezeten kívüli (25,8% nem válaszolt).

## Látnivalók
- Szentséges Üdvözítő római katolikus templom

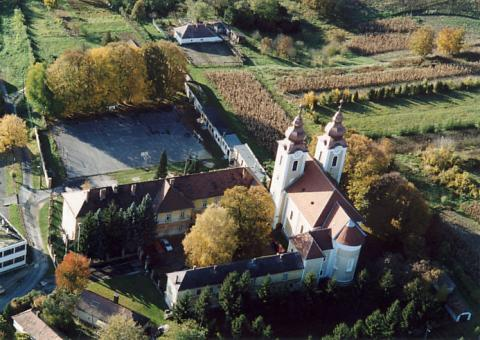
A templom légifotója

- Remetekert

## Érdekességek
- Hosszú ideje visszatérő vendég Nagykapornakon a nagykapornaki gólya.

Nagykapornakon a 76-os főút közelében (Ország út 4.) emberemlékezet óta költ egy gólyapár. 2004 februárjában a hosszú évek óta gyarapodó fészkét leszedték a megroggyant kéményről. A visszatérő vándor ismét a régi helyre kezdett fészket rakni, ahonnan – elijesztése után – előbb Misefa központjában egy villanyoszlopon, utána Nagykapornak központjában, majd kis idő múlva a régi fészke közelében szintén egy villanyoszlopon kezdett új fészket rakni. Ez utóbbi helyen kitartott, költ.
A fent említett villanyoszlopra 2005. március 24-én fészektartó került felszerelésre, melyet a gólya nem foglalt el. Nagykapornak központjában, az óvoda mellett folytatta 2004-ben felhagyott fészkét.
Éves visszatérései egybeesnek a barna varangyoknak a misefai halastóba vonulásával.
- A település több, külső és belső helyszínén forgatták a Szevasz, Vera! című játékfilm számos jelenetét (az esküvői és lakodalmi epizódokat, illetve néhány más jelenetet).

## Híres emberek
- Makovecz Imre építőművész gyermekkora egy részét itt, édesapja szülőfalujában töltötte el.
- Itt született Buza Sándor rádiós műsorvezető, szerkesztő.
- Itt született Forster Elek országgyűlési képviselő, gazdasági főtanácsos, földbirtokos, törvényhatósági bizottsági tag.
- Itt született Varga István teológus, hittudományi főiskolai rektor, érseki bírósági helynök.